# 湖南市立岩根小学校
湖南市立岩根小学校（こなんしりつ いわねしょうがっこう）は、滋賀県湖南市岩根にある市立の小学校。

## 概要
湖南市の中央部からやや北東に位置する。校舎の北側には岩根山（十二坊）があり、南側には野洲川に注ぐ思川が流れる。

## 沿革

### 略歴
1874年（明治7年）5月4日、岩根小学校の前身にあたる惜陰学校が創設。1886年（明治19年）に尋常科岩根小学校となり、後に菩提寺小学校として分離する菩提寺支校ができる。その後、岩根尋常小学校，岩根尋常高等小学校，岩根国民学校等を経て現在の岩根小学校となる。

### 年表
- 1874年（明治7年）5月4日 - 惜陰学校として創設。
- 1876年（明治9年） - 朝国学校と惜陰学校に分離。
- 1886年（明治19年） - 尋常科岩根小学校となる。菩提寺に支校ができる。
- 1892年（明治25年） - 岩根尋常小学校となる。菩提寺支校は岩根西尋常小学校となる。
- 1908年（明治41年） - 岩根西尋常小学校が菩提寺分教場となる。
- 1910年（明治43年） - 岩根尋常高等小学校となる。
- 1941年（昭和16年) - 岩根国民学校となる。菩提寺分教場は菩提寺分校になる。
- 1947年（昭和22年） - 岩根村立岩根小学校となる。
- 1953年（昭和28年） - 台風13号により裏山が崩れ落ち、大きな被害が発生。児童は全員帰宅済みだったため人的被害は無かったが、校舎が破壊される。
- 1955年（昭和30年）4月10日 - 甲賀郡岩根村と三雲村が合併して甲西町が発足。甲西町立岩根小学校となる。
- 1963年（昭和38年） - プールが完成する。
- 1972年（昭和47年） - 体育館が完成する。
- 1973年（昭和48年） - 校舎から出火。第1棟・第2棟が全焼し、焼失。
- 1975年（昭和50年） - 校舎を全面改築する。
- 1980年（昭和55年） - 菩提寺分校が菩提寺小学校となり分離。
- 1995年（平成7年） - 運動場を拡張。遊具、飼育小屋、農園を新設。
- 2004年（平成16年）10月1日 - 甲賀郡甲西町と石部町が合併し湖南市発足。湖南市立岩根小学校となる。
- 2005年（平成17年） - 文部科学省より「コミュニティ・スクール」の調査研究校に指定される（翌年度も継続）[2]。
- 2007年（平成19年） - 文部科学省より「コミュニティ・スクール」の本指定を受ける[2]。
- 2009年（平成21年） - 校舎改修・改築（翌年まで実施）[1]。
- 2011年（平成23年） - 文部科学大臣より、「優れた地域による学校支援活動推進」の表彰を受ける[1]。
- 2015年（平成27年） - 文部科学省より、「道徳教育の抜本的改善・充実にかかる支援事業」の研究指定を受ける（翌年度も継続）[1]。
- 2017年（平成29年） -「子どもの読書活動優秀実践校 文部科学大臣賞」を受賞する[1]。

## 基礎データ

### 象徴
- 校歌 - 作詞：乾久子、補作詞：太田活太郎、作曲：杉江正美[3]

### スローガン
- 校訓 - いつも考える子、わけへだてのない子、ねばり強い子（合言葉は「いわね」）
- 教育目標 - めあてをもち、互いの持ち味を認め、あんぜんに

## クラブ活動
地域ボランティアにより、下記のクラブ活動が行われている。
- ねんどクラフト
- コンピュータ
- グラウンドゴルフ
- 折り紙
- さくら（お茶）
- 手作り木工
- スポーツ
- ボードゲーム
- クッキング
- 手話
- ギター

## 校区
朝国、岩根、岩根中央一丁目、岩根中央二丁目、岩根中央三丁目、正福寺、水戸町の一部

## 進学先中学校
- 湖南市立甲西北中学校[5]

## 学区内の主な施設
- 平和堂甲西店
- イオンタウン湖南
- 湖南市立岩根保育園
- 湖南市立甲西北中学校
- 善水寺

## アクセス
- 湖南市コミュニティバス「岩根小学校」停留所下車。